# Karim Sabbagh
Karim Sabbagh (arab.: كريم صباغ, Karīm Ṣabbāḡ; ur. 16 listopada 1961) – libański narciarz alpejski, uczestnik Zimowych Igrzysk Olimpijskich 1988 w Calgary.
Najlepszym wynikiem, jaki Sabbagh osiągnął na zimowych igrzyskach olimpijskich jest 40. miejsce w slalomie osiągnięte podczas Zimowych Igrzysk Olimpijskich 1988 w kanadyjskim Calgary.
Sabbagh nigdy nie startował na mistrzostwach świata.
Sabbagh nigdy nie wystartował w zawodach Pucharu Świata.

## Osiągnięcia

### Zimowe igrzyska olimpijskie
| Igrzyska     | Konkurencja | Czas    | Wynik | Zwycięzca     |
| ------------ | ----------- | ------- | ----- | ------------- |
| Calgary 1988 | Gigant      | -       | DSQ   | Alberto Tomba |
| Calgary 1988 | Slalom      | 2:26.67 | 40.   | Alberto Tomba |